# Trillium viride
Trillium viride är en nysrotsväxtart som beskrevs av Lewis Caleb Beck. Trillium viride ingår i släktet treblad, och familjen nysrotsväxter. Inga underarter finns listade.